# The Town Down the River (Robinson)
The Town Down the River – tomik wierszy amerykańskiego poety Edwina Arlingtona Robinsona, opublikowany w 1910 w Nowym Jorku nakładem oficyny Charles Scribner's Sons. Zbiór został przez poetę zadedykowany byłemu prezydentowi Theodore’owi Rooseveltowi, który kiedyś pomógł poecie w rozpoczęciu kariery literackiej.